# Liste des monarques de Danemark
Pour des articles plus généraux, voir Histoire du Danemark et Chronologie du Danemark.
La numérotation des monarques danois avérés est influencée par la présence de rois antérieurs dont l'existence est sujette à caution.

## Monarques de Danemark

### Rois légendaires et semi-légendaires
- Dan I (en)
- Humblus (en)
- Lotherus (en)
- Skjöld
- Gram (en)
- Svipdagr (en)
- Guthorm (en)
- Hadingus (en)
- Halfdan Skjöldung
- Froði Ier
- Halga
- Heorogar
- Hrothgar
- Hrólfr Kraki
- Fridleif II
- Vermund le Sage
- Olaf le Humble
- Ale le Fort
- Rorik Slyngebond
- Wihtlæg
- Varmund
- Offa d'Angeln
- Dan II de Danemark (en)
- Huglecus (en)
- Frotho II (en)
- Dan III (en)
- Fridleif Ier (en)
- Frotho III (en)
- Froði IV
- Dan Ier
- 588-647 : Ivar Vidfamne
- 647-705 : Aud la Riche
- 705-735 : Harald Hildetand
- 735-756 : Sigurd Ier Ring
- 756-794 : Ragnar Lodbrok
- Sigurd Œil de Serpent

### Rois des Danois divers entre lesVIeetIXesiècles
- vers 515 : Chlochilaïc, « roi des Danois » selon Grégoire de Tours
- vers 710 : Ongendus (Angantyr ?)
- ???-??? : Harald
- avant 777- après 798 : Siegfried Ier (?)
- 804-810 : Godfried,
- 810-812 : Hemming, fils du frère de Godfried
- 812-812 : Siegfried II &   Anulo
- 812-827 : Harald Klak, neveu ou petit-fils du roi Harald.
- 812-814 : Reginfred, son frère, roi associé.
- 813-854 : Horik Ier, fils de Godfried.
- 854/857-après 864 : Horik II
- 864/873-887 : Siegfried III.
- vers 891 : Helge

### Dynastie dite suédoise fin duIXesiècleet début duXesiècle
- vers 894-910 : Olof le Suédois[1].
- vers 910-915 : Gyrd fils d'Olof
- vers 910-915 : Gnupa fils d'Olof
- vers 915-916 : Sigtrygg Gnupasson

### Maison de Jellingoude Gorm
| Portrait   | Nom                                                                       | Règne         | Notes |
| ---------- | ------------------------------------------------------------------------- | ------------- | --- |
| Hardeknut  | Hardeknut (Knut Ier) Hardeknud (? – v. 930)                               | vers – 900    | Père de Gorm l'Ancien. |
| Gorm       | Gorm l'Ancien Gorm den Gamle (v. 908/918 – v. 958)                        | 936 – 958     | Fils d'Hardeknut Ier. |
| Harald Ier | Harald à la Dent bleue Harald Blåtand (v. 925/935 – 1er novembre 985/986) | 958 – 985/986 | Fils de Gorm et de Thyra. Son surnom signifie « Dent bleue ».                                                                                            |
| Sven Ier   | Sven à la Barbe fourchue Svend Tveskæg (v. 960 – 3 février 1014)          | 986 – 1014    | Fils de Harald Ier et de Gyrid de Suède. Également roi d'Angleterre (1013-1014). Son surnom signifie « Barbe fourchue ».                                 |
| Harald II  | Harald II (? – v. 1018)                                                   | 1014 – 1018   | Fils aîné de Sven Ier et de Gunhild ou de Sigrid. Son surnom signifie « fils de Sven ».                                                                  |
| Knut II    | Knut le Grand Knud den Store (v. 985/995 – 12 novembre 1035)              | 1018 – 1035   | Fils cadet de Sven Ier et de Gunhild ou de Sigrid, également roi d'Angleterre (1016-1035) et de Norvège (1028-1035). Son surnom signifie « le Grand ».   |
| Knut II    | Hardeknut (Knut III) Hardeknud (v. 1020 – 8 juin 1042)                    | 1035 – 1042   | Fils de Knut II et d'Emma de Normandie, également roi d'Angleterre à partir de 1040. Également appelé Hardeknud ou Harthacanute, soit « Knut le Hardi ». |

### Maison Hårfagre
| Portrait | Nom                                                               | Règne       | Notes                                                                                                   |
| -------- | ----------------------------------------------------------------- | ----------- | --- |
| Magnus   | Magnus le Bon Magnus den Gode (avril/juin 1024 – 25 octobre 1047) | 1042 – 1047 | Bâtard d'Olaf II de Norvège, également roi de Norvège à partir de 1035. Son surnom signifie « le Bon ». |

### Maison d'Estridsen
| Portrait                                                                      | Nom                                                            | Règne                  | Notes |
| ----------------------------------------------------------------------------- | -------------------------------------------------------------- | ---------------------- | --- |
| Sven II                                                                       | Sven II Svend 2. (v. 1019 – 28 avril 1076)                     | 1047 – 1076            | Fils d'Ulf Thorgilsson et d'Estrid Svendsdatter, neveu par sa mère de Knut le Grand. Son surnom signifie « fils d'Estrid ». |
| Harald III                                                                    | Harald Hen (v. 1040 – 17 avril 1080)                           | 1076 – 1080            | Bâtard de Sven II. Son surnom signifie littéralement « pierre à aiguiser » ou « pierre molle », autrement dit « le Doux ». |
| Knut IV                                                                       | Knut le Saint Knud den Hellige (v. 1042 – 10 juillet 1086)     | 1080 – 1086            | Bâtard de Sven II. Assassiné, il est canonisé en 1101. Son surnom signifie « le Saint ». |
| Oluf Ier                                                                      | Oluf Hunger (v. 1050 – 18 août 1095)                           | 1086 – 1095            | Bâtard de Sven II. Son surnom est une référence aux famines qui frappent le Danemark après l'assassinat de Knut III. |
|                                                                               | Éric Toujours-Bon Erik Ejegod (v. 1050 – 10 juillet 1103)      | 1095 – 1103            | Bâtard de Sven II. Son surnom signifie « Toujours Bon ». |
| Niels                                                                         | Niels (v. 1065 – 25 juin 1134)                                 | 1104 – 1134            | Bâtard de Sven II. |
| Éric II                                                                       | Éric II le Mémorable Erik 2. Emune (v. 1090 – 11 juillet 1137) | 1134 – 1137            | Bâtard d'Éric Ier, meurt sans descendance. Son surnom signifie « le Mémorable ». |
| Éric III                                                                      | Éric III l'Agneau Erik 3. Lam (v. 1120 – 27 août 1146)         | 1137 – 1146            | Fils de Hakon Sunnivasson et de Ragnhild Eriksdatter, arrière-arrière-petit-fils de Magnus Ier de Norvège par son père. Abdique et se retire dans un monastère. Son surnom signifie « l'Agneau ».                                               |
| Sven III                                                                      | Sven III Grathe (v. 1125 – 23 octobre 1157)                    | 1146 – 1157            | Bâtard d'Éric II. Il est élu roi par les nobles de Scanie et de Seelande après l'abdication d'Éric III. Son surnom est une référence à la bataille de Grathe Hede, où il affronte Valdemar Ier et perd la vie.                                  |
| Knut IV                                                                       | Knut V (v. 1129 – 9 août 1157)                                 | 1146 – 1157            | Fils aîné de Magnus Ier de Suède et de Richeza de Pologne, petit-fils du roi Niels par son père. Il est élu roi par les nobles de Jutland après l'abdication d'Éric III.                                                                        |
| Valdemar Ier                                                                  | Valdemar Ier den Store (14 janvier 1131 – 12 mai 1182)         | 1146 – 1182            | Fils unique de Knud Lavard et d'Ingeborg de Kiev, petit-fils d'Éric Ier par son père. Son surnom signifie « le Grand ». |
| Knut V                                                                        | Knut VI (v. 1163 – 12 novembre 1202)                           | 1182 – 1202            | Fils aîné de Valdemar Ier et de Sophie de Polock. |
| Valdemar II                                                                   | Valdemar II Sejr (9 mai/28 juin 1170 – 18/24 mai 1241)         | 1202 – 1241            | Deuxième fils de Valdemar Ier et de Sophie de Polock, il règne conjointement avec ses fils Valdemar, puis Éric. Son surnom signifie « le Victorieux ».                                                                                          |
| Valdemar                                                                      | Valdemar (III) den Unge (v. 1209 – 28 novembre 1231)           | 1215 – 1231            | Fils aîné de Valdemar II et de sa première épouse Dagmar de Bohème, il est élu en 1215 et couronné en 1218, régnant aux côtés de son père. Mort dans un accident de chasse. Son surnom signifie « le Jeune ».                                   |
| Éric IV                                                                       | Éric IV Plovpenning (v. 1216 – 9 août 1250)                    | 1232 – 1250            | Fils aîné de Valdemar II et de Bérengère de Portugal, il est couronné le 30 mai 1232 et règne conjointement avec son père jusqu'en 1241. Mort assassiné. Son surnom fait référence à un impôt sur les charrues (plov) introduit sous son règne. |
| Abel                                                                          | Abel (v. 1218 – 29 juin 1252)                                  | 1250 – 1252            | Deuxième fils de Valdemar II et de Bérengère de Portugal. |
| Christophe Ier                                                                | Christophe Ier (v. 1219 – 29 mai 1259)                         | 1252 – 1259            | Troisième fils de Valdemar II et de Bérengère de Portugal. |
| Éric V                                                                        | Éric V Klipping (v. 1249 – 22 novembre 1286)                   | 1259 – 1286            | Fils aîné de Christophe Ier et de Marguerite Sambiria. Son surnom, allusion aux monnaies dévaluées, fait référence à sa duplicité. |
| Éric VI                                                                       | Éric VI Menved (v. 1274 – 13 novembre 1319)                    | 1286 – 1319            | Fils aîné d'Éric V et d'Agnès de Brandebourg. Tous les enfants que lui donne son épouse Ingeburg de Suède naissent mort-nés ou ne vivent que quelques jours, et son frère lui succède.                                                          |
| Christophe II                                                                 | Christophe II (29 septembre 1276 – 2 août 1332)                | 1320 – 1326            | Deuxième fils d'Éric V et d'Agnès de Brandebourg. Déposé. |
| Valdemar                                                                      | Valdemar III (v. 1314 – v. 1364)                               | 1326 – 1329            | Fils unique d'Éric II de Schleswig et d'Élisabeth de Holstein. Gérard III de Holstein est régent du royaume. Valdemar est renversé en 1329. |
| Christophe II                                                                 | Christophe II (29 septembre 1276 – 2 août 1332)                | 1329 – 1332            | Restauré. |
| 1332 – 1340 : Interrègne Gérard III de Holstein « Administrateur du royaume » |                                                                |                        | |
| Valdemar IV                                                                   | Valdemar IV Atterdag (v. 1320 – 24 octobre 1375)               | 1340 – 1375            | Troisième fils de Christophe II et d'Euphémie de Poméranie. |
| Oluf II                                                                       | Oluf II (décembre 1370 – 23 août 1387)                         | 1376 – 1387            | Fils unique de Håkon VI de Norvège et de Marguerite de Danemark. Également roi de Norvège à partir de 1380. Mort sans descendance. |
| Marguerite Ire                                                                | Marguerite Ire (Margrete Ire) (v. 1353 – 28 octobre 1412)      | 1376 – 1412 (de facto) | Fille de Valdemar IV et d'Hedwige de Schleswig, épouse en 1363 Håkon VI de Norvège. Devient régente de Norvège et de Danemark à la mort de leur fils Oluf, en 1387, puis de Suède en 1389.                                                      |

### Maison de Poméranie
| Portrait | Nom                                                    | Règne       | Notes |
| -------- | ------------------------------------------------------ | ----------- | --- |
| Éric VII | Éric VII (Erik af Pommern) (v. 1381/1382 – 3 mai 1459) | 1396 – 1439 | Seul fils de Warcisław VII de Poméranie et de Marie de Mecklembourg-Schwerin. Petit-neveu par sa mère de Marguerite Ire, celle-ci le choisit pour héritier. Également roi de Norvège (1389-1442) et de Suède (1396-1439), il est déposé dans ses trois royaumes. Mort sans descendance. |

### Maison de Wittelsbach
| Portrait       | Nom                                                                         | Règne       | Notes |
| -------------- | --------------------------------------------------------------------------- | ----------- | --- |
| Christophe III | Christophe III (Christoffer af Bayern) (26 février 1416 – 5/6 janvier 1448) | 1440 – 1448 | Cinquième fils de Jean de Bavière, comte palatin de Neumarkt, et de Catherine de Poméranie. Neveu par sa mère d'Éric VII, il est élu roi de Danemark à la mort de son oncle. Également roi de Suède, et de Norvège à partir de 1442. Mort sans descendance. |

### Maison d'Oldenbourg
| Portrait       | Nom                                                  | Règne                                                                 | Notes |
| -------------- | ---------------------------------------------------- | --------------------------------------------------------------------- | --- |
| Christian Ier  | Christian Ier (février 1426 – 21 mai 1481)           | 1448 – 1481 (32 ans)                                                  | Fils aîné de Thierry d'Oldenbourg et d'Hedwige de Schleswig-Holstein. Également roi de Norvège à partir de 1450, et roi de Suède de 1457 à 1464. |
| Jean           | Jean (2 février 1455 – 20 février 1513)              | 1481 – 1513 (31 ans)                                                  | Troisième fils de Christian Ier et de Dorothée de Brandebourg-Kulmbach. Également roi de Norvège. |
| Christian II   | Christian II (1er juillet 1481 – 25 janvier 1559)    | 1513 – 1523 (9 ans)                                                   | Deuxième fils de Jean et de Christine de Saxe. Également roi de Norvège, ainsi que de Suède entre 1520 et 1521. Déposé en 1523 au profit de son oncle Frédéric, il tente de reconquérir ses États en 1531, se livre à son rival l'année suivante et finit sa vie en détention. |
| Frédéric Ier   | Frédéric Ier (7 octobre 1471 – 10 avril 1533)        | 1523 – 1533 (10 ans)                                                  | Quatrième fils de Christian Ier et de Dorothée de Brandebourg-Kulmbach, il est porté au pouvoir par la noblesse danoise en 1523. Également roi de Norvège. |
| Christian III  | Christian III (12 août 1503 – 1er janvier 1559)      | 1534 – 1559 (24 ans)                                                  | Seul fils de Frédéric Ier et d'Anne de Brandebourg, il est élu roi le 4 juillet 1534, décision qui entraîne une guerre civile. Également roi de Norvège à partir de 1537. |
| Frédéric II    | Frédéric II (1er juillet 1534 – 4 avril 1588)        | 1559 – 1588 (29 ans)                                                  | Fils aîné de Christian III et de Dorothée de Saxe-Lauenbourg. Également roi de Norvège. |
| Christian IV   | Christian IV (12 avril 1577 – 28 février 1648)       | 1588 – 1648 (60 ans)                                                  | Fils aîné de Frédéric II et de Sophie de Mecklembourg-Güstrow. Également roi de Norvège. |
| Frédéric III   | Frédéric III (18 mars 1609 – 9 février 1670)         | 1648 – 1670 (22 ans)                                                  | Troisième fils de Christian IV et d'Anne Catherine de Brandebourg. Également roi de Norvège. |
| Christian V    | Christian V (15 avril 1646 – 25 août 1699)           | 1670 – 1699 (29 ans)                                                  | Fils aîné de Frédéric III et de Sophie-Amélie de Brunswick-Lunebourg. Également roi de Norvège. |
| Frédéric IV    | Frédéric IV (11 octobre 1671 – 12 octobre 1730)      | 1699 – 1730 (31 ans)                                                  | Fils aîné de Christian V et de Charlotte Amélie de Hesse-Cassel. Également roi de Norvège. |
| Christian VI   | Christian VI (30 novembre 1699 – 6 août 1746)        | 1730 – 1746 (16 ans)                                                  | Deuxième fils de Frédéric IV et de Louise de Mecklembourg-Güstrow. Également roi de Norvège. |
| Frédéric V     | Frédéric V (31 mars 1723 – 14 janvier 1766)          | 1746 – 1766 (19 ans)                                                  | Seul fils de Christian VI et de Sophie-Madeleine de Brandebourg-Culmbach. Également roi de Norvège. |
| Christian VII  | Christian VII (29 janvier 1749 – 13 mars 1808)       | 1766 – 1808 (42 ans)                                                  | Deuxième fils de Frédéric V et de Louise de Grande-Bretagne. Également roi de Norvège. |
| Frédéric VI    | Frédéric VI (28 janvier 1768 – 3 décembre 1839)      | 1784 – 1839 règne effectif (55 ans) 1808-1839 règne de facto (31 ans) | Seul fils de Christian VII et de Caroline-Mathilde de Grande-Bretagne. Également roi de Norvège jusqu'en 1814 (traité de Kiel). Régent de son père à partir de 1784. Mort sans descendance masculine.                                                                          |
| Christian VIII | Christian VIII (18 septembre 1786 – 20 janvier 1848) | 1839 – 1848 (8 ans)                                                   | Fils aîné du prince Frédéric et de Sophie-Frédérique de Mecklembourg-Schwerin. |
| Frédéric VII   | Frédéric VII (6 octobre 1808 – 15 novembre 1863)     | 1848 – 1863 (15 ans)                                                  | Deuxième fils de Christian VIII et de Charlotte-Frédérique de Mecklembourg-Schwerin. Mort sans descendance. |

### Maison de Schleswig-Holstein-Sonderbourg-Glücksbourg
| Portrait      | Nom                                             | Règne                | Notes |
| ------------- | ----------------------------------------------- | -------------------- | --- |
| Christian IX  | Christian IX (8 avril 1818 – 29 janvier 1906)   | 1863 – 1906 (42 ans) | Quatrième fils de Frédéric-Guillaume de Schleswig-Holstein-Sonderbourg-Glücksbourg et de Louise-Caroline de Hesse-Cassel. Arrière-petit-fils par sa mère du roi Frédéric V, il est choisi comme héritier présomptif du trône du Danemark en raison de la stérilité de Frédéric VII. Il descend par ailleurs en ligne agnatique de Christian III. |
| Frédéric VIII | Frédéric VIII (3 juin 1843 – 14 mai 1912)       | 1906 – 1912 (6 ans)  | Fils aîné de Christian IX et de Louise de Hesse-Cassel. |
| Christian X   | Christian X (26 septembre 1870 – 20 avril 1947) | 1912 – 1947 (35 ans) | Fils aîné de Frédéric VIII et de Lovisa de Suède. |
| Frédéric IX   | Frédéric IX (11 mars 1899 – 14 janvier 1972)    | 1947 – 1972 (25 ans) | Fils aîné de Christian X et d'Alexandrine de Mecklembourg-Schwerin. |
| Marguerite II | Marguerite II (née le 16 avril 1940)            | 1972 – 2024 (52 ans) | Fille aînée de Frédéric IX et d'Ingrid de Suède. |
| Frederik X    | Frédéric X (né le 26 mai 1968)                  | depuis 2024 (1 an)   | Fils aîné de Marguerite II et d'Henri de Laborde de Monpezat. |

## Généalogie
- Hardeknut de Danemark
  -  Gorm de Danemark
    -  Harald Ier de Danemark
      -  Sven Ier de Danemark
        -  Harald II de Danemark
        -  Knut II de Danemark
          -  Knut III de Danemark

        - Estrid de Danemark
          -  Sven II de Danemark
            -  Harald III de Danemark
            -  Knut IV de Danemark
            -  Oluf Ier de Danemark
            -  Niels de Danemark
              - Magnus Ier de Suède
                -  Knut V de Danemark

            -  Éric Ier de Danemark
              - Ragnhild de Danemark
                -  Éric III de Danemark

              -  Éric II de Danemark
                -  Sven III de Danemark

              - Knud Lavard
                -  Valdemar Ier de Danemark
                  -  Knut VI de Danemark
                  -  Valdemar II de Danemark
                    -  Valdemar de Danemark le Jeune
                    -  Éric IV de Danemark
                    -  Abel de Danemark
                      - Éric Ier de Schleswig
                        - Valdemar IV de Schleswig
                          - Éric II de Schleswig
                            -  Valdemar III de Danemark

                    -  Christophe Ier de Danemark
                      -  Éric V de Danemark
                        -  Éric VI de Danemark
                        -  Christophe II de Danemark
                          -  Valdemar IV de Danemark
                            -  Marguerite Ire de Danemark
                              -  Oluf II de Danemark

                            - Ingeborg de Danemark
                              - Marie de Mecklembourg-Schwerin
                                -  Éric VII de Danemark
                                - Catherine de Poméranie
                                  -  Christophe III de Danemark

                        - Richeza de Danemark
                          - Sophie de Mecklembourg-Werle-Güstrow
                            - Henri II de Holstein-Rendsburg
                              - Gérard VI de Holstein
                                - Hedwige de Schleswig-Holstein
                                  -  Christian Ier de Danemark
                                    -  Jean de Danemark
                                      -  Christian II de Danemark

                                    -  Frédéric Ier de Danemark
                                      -  Christian III de Danemark
                                        -  Frédéric II de Danemark
                                          -  Christian IV de Danemark
                                            -  Frédéric III de Danemark
                                              -  Christian V de Danemark
                                                -  Frédéric IV de Danemark
                                                  -  Christian VI de Danemark
                                                    -  Frédéric V de Danemark
                                                      -  Christian VII
                                                        -  Frédéric VI

                                                      - Frédéric de Danemark
                                                        -  Christian VIII
                                                          -  Frédéric VII

                                                      - Louise de Danemark
                                                        - Louise-Caroline de Hesse-Cassel
                                                          -  Christian IX
                                                            -  Frédéric VIII
                                                              -  Christian X
                                                                -  Frédéric IX
                                                                  -  Marguerite II
                                                                    -  Frédéric X